# Литературна награда „Вер.ди“ на Берлин-Бранденбург
Литературната награда „Вер.ди“ на Берлин-Бранденбург (на немски: Ver.di-Literaturpreis Berlin-Brandenburg) се присъжда ежегодно след 2004 г. от Обединението немски синдикати. С редуване се удостояват публикувани творби в жанровете проза, поезия и детско-юношеска литература. Награждават се автори от Берлин и Бранденбург.
Отличието е на стойност 3000 €.

## Носители на наградата
Проза
- 2004: Кристоф Хайн
- 2007: Фолкер Браун
- 2010: Никол Любич
- 2013: Джени Ерпенбек[1]
- 2017: Регина Шеер

Поезия
- 2005: (неприсъдена)
- 2008: Ева Щритматер, Рихард Питрас
- 2011: Заския Фишер
- 2014: Силвия Гайст[2]

Детска и юношеска литература
- 2006: Клаус Кордон, Беате Дьолинг
- 2009: Антйе Вагнер
- 2012: Михаел Вилденхайн[3]
- 2015: Уте Краузе

Почетна награда
- 2013: Хорст Босецки